# Cita amb la mort

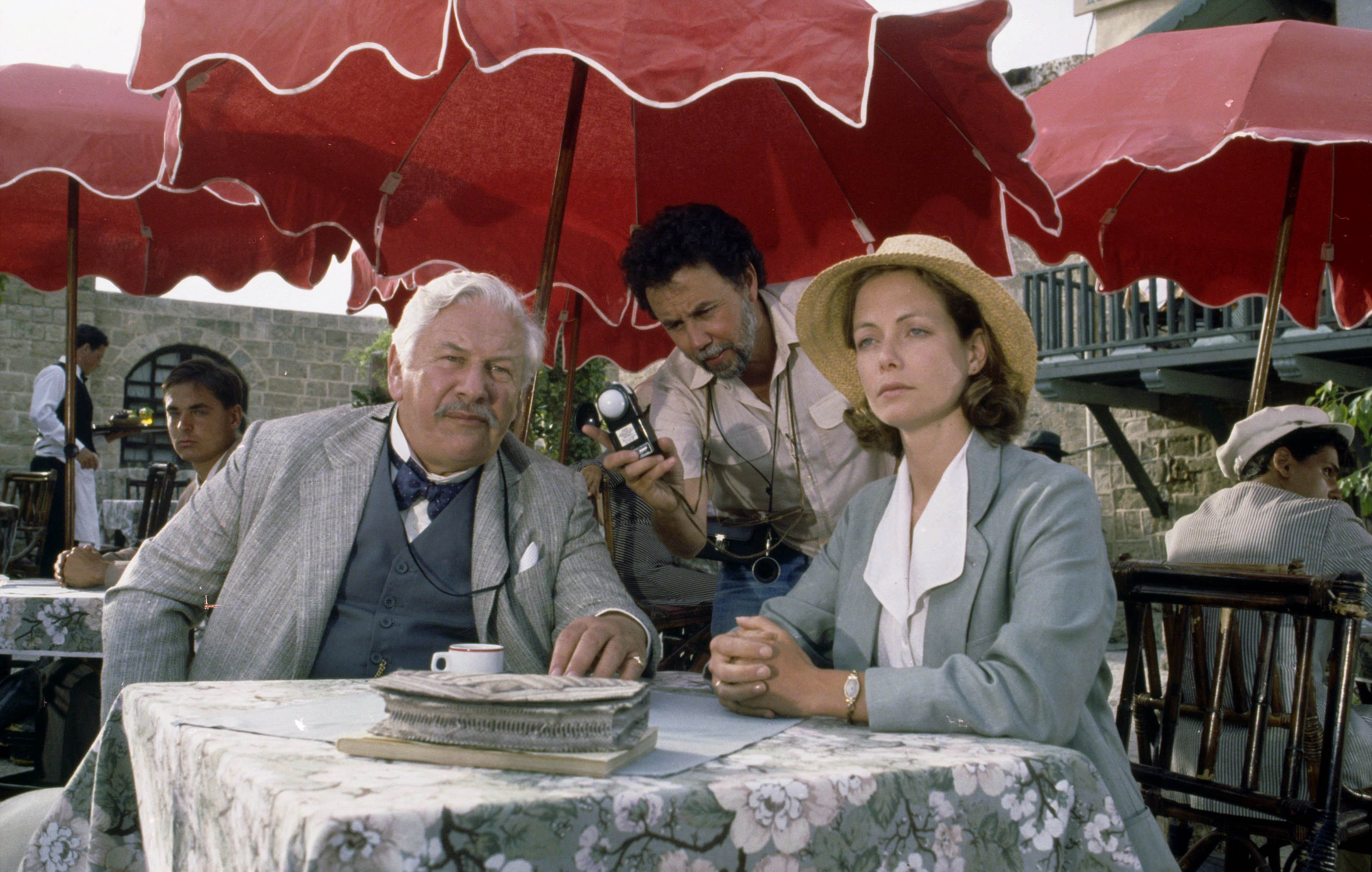
Peter Ustinov i Jenny Seagrove

Cita amb la mort (títol original: Appointment with Death) és una pel·lícula britànica dirigida per Michael Winner, estrenada l'any 1988, que posa en escena el personatge d'Hèrcules Poirot. El guió és una adaptació de la novel·la Cita amb la mort d'Agatha Christie.
És la sisena i última vegada que Peter Ustinov reprèn el paper d'Hèrcules Poirot. Ha estat doblada al català

## Argument
Una aventura d'Hèrcules Poirot.
Emily Boynton és la sogra dels tres nens Boynton als que tiranitza aprofitant el fet que el seu marit mort li ha deixat per testament el control total de la seva fortuna. La família efectua un creuer cap a Palestina, a l'època sota mandat britànic, després fa una estada a Jerusalem.
Hèrcules Poirot, en vacances privades, investiga sobre la mort de Boynton.

## Repartiment
- Peter Ustinov: Hercule Poirot
- Lauren Bacall: Lady Westholme
- Carrie Fisher: Nadine Boynton
- John Gielgud: Coronel Carbury
- Piper Laurie: Emily Boynton
- Hayley Mills: Miss Quinton
- Jenny Seagrove: Dra. Sarah King
- David Soul: Jefferson Cope
- Nicholas Guest: Lennox Boynton
- Valerie Richards: Carol Boynton
- John Terlesky: Raymond Boynton
- Amber Bezer: Ginevra Boynton
- Douglas Sheldon: Capità Rogers
- Michael Sarne: Healey
- Michael Craig: Lord Peel
- Mohammed Hirzalla: Hassan

## Al voltant de la pel·lícula
- És la sisena i última vegada que Peter Ustinov fa el paper d'Hèrcules Poirot després de dues pel·lícules al cinema i tres telefilms a la televisió.